# Focjusz (Jewtichiejew)
Focjusz, imię świeckie Iwan Władimirowicz Jewtichiejew (ur. 31 maja 1962 w Kirowsku w obwodzie ałmackim) – rosyjski biskup prawosławny.

## Życiorys
Ukończył osiem klas szkoły podstawowej w Irkucku, następnie odbył zasadniczą służbę wojskową, po czym zamieszkał w Krasnodarze. W 1984, z rekomendacji ordynariusza miejscowej eparchii, arcybiskupa Włodzimierza, został przyjęty do seminarium duchownego w Moskwie i w 1988 ukończył je. Podjął wówczas wyższe studia teologiczne w Moskiewskiej Akademii Duchownej, które w 1992 ukończył obroną pracy kandydackiej poświęconej duszpasterstwu w Rosyjskiej Cerkwi Prawosławnej w pierwszej ćwierci XX wieku. Jako student, 21 sierpnia 1990, wstąpił do Ławry Troicko-Siergijewskiej, przyjmując przy postrzyżynach imię zakonne Focjusz. Siedem dni później arcybiskup dmitrowski Aleksander wyświęcił go na hierodiakona, zaś 9 września – na hieromnicha.
Po ukończeniu studiów wykładał w seminarium duchownym w Moskwie liturgikę i służył jako dziekan akademickiej cerkwi Opieki Matki Bożej. W 1993 został skierowany do służby w eparchii tobolskiej, w charakterze wykładowcy liturgiki, homiletyki i praktycznej teologii pasterskiej w seminarium duchownym w Tobolsku a następnie także inspektora seminarium. W 1994 otrzymał godność igumena. W latach 1997–2002 był dziekanem dekanatu tobolskiego i służył w parafii św. Mikołaja w Gornosiłkinie. W 2002 zakończył pracę inspektora seminarium, został natomiast przewodniczącym eparchialnej komisji kanonizacyjnej. Wykładowcą seminarium pozostawał do 2008, gdy zrezygnował z niej, a następnie na własne życzenie przeszedł do służby w eparchii irkuckiej. Służył w cerkwiach Podwyższenia Krzyża Pańskiego (do 2013) oraz św. Pantelejmona w Irkucku. W 2011 został archimandrytą, a następnie dziekanem II dekanatu irkuckiego. Zaocznie ukończył na uniwersytecie w Niżniewartowsku studia w zakresie języka i literatury rosyjskiej.
25 grudnia 2014 otrzymał nominację na biskupa jugorskiego i niagańskiego. Jego chirotonia biskupia odbyła się 15 lutego 2015 w monasterze Spotkania Włodzimierskiej Ikony Matki Bożej w Moskwie.
W 2023 r. został przeniesiony na katedrę wielkoustiuską.